# Crinum acaule
Crinum acaule är en amaryllisväxtart som beskrevs av John Gilbert Baker. Crinum acaule ingår i släktet Crinum, och familjen amaryllisväxter. Inga underarter finns listade i Catalogue of Life.